# 1604
1604. је била проста година.

## Догађаји
- Сукоб племена брда  и Скадарског санџак-бега (1604)

### Август
- 18. август – закључен Мир у Лондону (1604)

## Смрти
- Ференц Естерхази (1533–1604)

- Јавуз Али-паша
- Јулијана Лазаревска

- Бернардино Мендоза